# Ralf Bißdorf
Ralf Bißdorf (Heidenheim an der Brenz, 15 marzo 1971) è un ex schermidore tedesco, specializzato nel fioretto. Ha vinto una medaglia d'argento nella scherma ai Giochi olimpici.

## Palmarès
In carriera ha conseguito i seguenti risultati:
- Giochi Olimpici:

Sydney 2000: argento nel fioretto individuale.
- Mondiali di scherma

Lisbona 2002: oro nel fioretto a squadre.
L'Avana 2003: bronzo nel fioretto a squadre.
Lipsia 2005: bronzo nel fioretto a squadre.
- Europei di scherma

Plovdiv 1998: oro nel fioretto individuale ed a squadre.
Coblenza 2001: oro nel fioretto a squadre e bronzo individuale.
Smirne 2006: oro nel fioretto individuale.